# Индиктион
Индиктионът (или индикт) е единица за измерване на времето в Римската империя, равен на 15 години.
С императорски указ (едикт) е разпоредено веднъж на всеки 15 години в Римската империя да се прави преоценка на имуществата, за установяване на размера на дължимите данъци. С времето се наложил като система на летоброене. Номерът на индикта показва положението на годината в 15–годишен цикъл.
Самите цикли обаче не се номерирали или обозначавали по друг начин, затова индиктът може да се използва само ако се съотнесе с друга система за датиране – от Сътворението на света, от раждането на Христос, от управлението на владетел, и т.н.
Понякога обаче това съотнасяне не е сполучливо – например в Чаталарския надпис на кан Омуртаг, където 15-и индикт е свързан с датировката шегор елем по също цикличния прабългарски календар.
Годината по индикта във Византия започва на 1 септември. Изчислението по индикта е използвано в Свещената римска империя до 1806 г., както и понастоящем за някои календарни таблици.